# Cheloniellon calmani
Cheloniellon calmani (лат.) — вымерший вид членистоногих из семейства Cheloniellida, окаменелые остатки которого были обнаружены в нижнедевонском сланце Hunsrück в Германии. Единственный вид в роде Cheloniellon.

## Морфология
Cheloniellon достигали примерно 20 сантиметров в длину (без учёта придатков). Уплощённое яйцевидное тело состоит из 11 тергитов (спинных сегментов), все из которых, кроме заднего, расширены в стороны и прикрывают придатки под каждым из них. Границы между тергитами имеют лучистый вид. На спинной поверхности первого тергита расположена пара почковидных глаз. Основываясь на различиях в строении соответствующих придатков, первые 2 и остальные 9 тергитов были интерпретированы как цефалон (голова) и туловище соответственно. В отличие от широко известной реконструкции Stürmer & Bergström (1978), как и у большинства Cheloniellidae, ни в одном из описанных ископаемых материалов нет признаков тельсона (срединной хвостообразной структуры).
Под тергитами располагались многочисленные пары придатков. Самой передней парой придатков были антенны, за которыми следовала пара специализированных вторых придатков с шипами и щетинками, а также 4 пары придатков, похожих на ноги, которые перекрывали гнатобазы (челюсти на основаниях ног). Рот был прикрыт губой с шипастой поверхностью, расположенной между вторыми придатками и первыми гнатобазами. Последняя пара гнатобаз и остальные 5 пар придатков, расположенных перед ней, были интерпретированы как соответствующие второму тергиту и первому тергиту соответственно. Придатки, расположенные позади головогруди, состояли из 8 пар двуветвистых конечностей (каждый из которых состоит из похожего на ногу эндопода и похожего на лопасть экзопода) и пары фурок, соответствующих остальным 9 тергитам тела.

## Палеоэкология
Cheloniellon, возможно, были донными хищниками, использующими свои гнатобазы для измельчения пищи, в то время как шипастая губа, возможно, помогала подводить пищу к ротовому отверстию. Специализированные вторые конечности слишком хрупкие, чтобы быть хватательными; вместо этого они могли играть сенсорную роль, определяя свойства и положение пищи. Эндоподы и экзоподы брюшных придатков могли выполнять функцию передвижения и дыхания соответственно.

## Классификация
Cheloniellon — род Cheloniellida, вымершего таксона членистоногих, филогенетическое положение которого вызывает споры. Ранее считалось, что семейство связано с Chelicerata, но более поздние исследования неоднократно предполагали, что оно является представителем Artiopoda, образуя кладу Vicissicaudata с Aglaspidida и родственными родами. Внутри Cheloniellida, Cheloniellon более прогрессивен, чем Neostrabops, но базален по отношению к Triopus и Duslia.
Кладограмма, демонстрирующая филогенетическое положение рода:

|  | Cheloniellon                                       |
|  |                                                    |
|  | \| \| Triopus \| \| \| \| \| \| Duslia \| \| \| \| |
|  |                                                    |
|  | Triopus                                            |
|  |                                                    |
|  | Duslia                                             |
|  |                                                    |

|  | Triopus |
|  |         |
|  | Duslia  |
|  |         |

|  | Cheloniellon                                       |
|  |                                                    |
|  | \| \| Triopus \| \| \| \| \| \| Duslia \| \| \| \| |
|  |                                                    |
|  | Triopus                                            |
|  |                                                    |
|  | Duslia                                             |
|  |                                                    |

|  | Triopus |
|  |         |
|  | Duslia  |
|  |         |